# Eteobalea sumptuosella
Eteobalea sumptuosella is een vlinder uit de familie prachtmotten (Cosmopterigidae). De wetenschappelijke naam is voor het eerst geldig gepubliceerd in 1855 door Lederer.
De soort komt voor in Europa.